# 1980年夏季残疾人奥林匹克运动会西班牙代表团
1980年夏季残疾人奥林匹克运动会西班牙代表团是西班牙派出的1980年夏季残疾人奥林匹克运动会代表团。获得1枚金牌、13枚银牌和9枚铜牌。